# Brice Roger
Brice Roger (* 9. August 1990 in Bourg-Saint-Maurice) ist ein ehemaliger französischer Skirennläufer. Seine stärksten Disziplinen waren die Abfahrt und der Super-G.

## Biografie
Roger nahm im Winter 2005/2006 erstmals an FIS-Rennen teil, erreichte zunächst aber keine vorderen Platzierungen. Erst im Januar 2010 stand er nach mehreren Top-10-Platzierungen erstmals auf dem Siegerpodest eines FIS-Rennens. Ein erster internationaler Erfolg gelang ihm 2007 mit dem Gewinn der Bronzemedaille im Slalom beim European Youth Olympic Festival. Nach ersten Starts im Europacup nahm Roger im Februar 2008 erstmals an Juniorenweltmeisterschaften teil, blieb im spanischen Formigal nach einem Sturz in der Abfahrt aber ohne Ergebnis. Er zog sich dabei Verletzungen im rechten Knie zu und musste im Rest des Winters pausieren. Auch in der nächsten Saison 2008/2009 konnte er an keinen Rennen teilnehmen.
Bei seinen zweiten Juniorenweltmeisterschaften im Februar 2010 wurde Roger 13. im Super-G und 21. in der Abfahrt. In Slalom und Riesenslalom schied er aus. Nach der Saison 2009/2010 wurde er in den B-Kader des Französischen Skiverbandes aufgenommen, nachdem er zuvor mehrere Jahre dem Juniorenkader angehört hatte. Im Januar 2011 gewann Roger mit einem 13. Platz in der Abfahrt am Patscherkofel und einem 14. Rang im Super-G von Méribel die ersten Punkte im Europacup. Daraufhin kam er Ende des Monats in Chamonix zu seinen ersten Weltcupeinsätzen. Erstmals in die Weltcup-Punkteränge fuhr er am 29. Dezember 2011 mit Platz 30 in der Abfahrt von Bormio. Einen Monat später erreichte er seinen ersten Podestplatz im Europacup, als er Zweiter der Abfahrt von Zauchensee wurde. Am 5. Februar 2012 fuhr Roger als 20. der Super-Kombination von Chamonix erstmals unter die besten 20 eines Weltcuprennens, am 15. Dezember 2012 erreichte er mit Platz zehn in der Abfahrt von Gröden sein erstes Top-10-Ergebnis. Am 12. Januar 2013 siegte er in Wengen erstmals in einer Europacup-Abfahrt.
Nachdem er in der Weltcupsaison 2013/14 mehrmals unter die besten 20 gefahren war, qualifizierte sich Roger für die Olympischen Winterspiele 2014 in Sotschi. Dort stürzte er im Abfahrtstraining und erlitt einen Kreuzbandriss am rechten Knie. In der Saison 2014/15 erzielte Roger beim Super-G in Saalbach-Hinterglemm zum zweiten Mal in seiner Karriere mit Platz 8 ein Top-10-Ergebnis. Beim Weltcupfinale in Méribel erreichte er wieder im Super-G als Dritter den ersten Podestplatz seiner Karriere. Auf nationaler Ebene gewann Roger bei den französischen Meisterschaften die Abfahrts- und Super-G-Bewerbe. 2018 konnte der Franzose in Pyeongchang erstmals an Olympischen Spielen teilnehmen. Er ging in der Abfahrt und im Super-G an den Start, wo er 8. bzw. 19. wurde. Im März 2018 gelang ihm im Super-G von Kvitfjell sein zweites Weltcup-Podium, als er mit der hohen Startnummer 49 auf Platz 3 fuhr.
Bei der Weltcup-Abfahrt auf der Kandahar in Garmisch-Partenkirchen riss sich Roger am 5. Februar 2021 das Kreuzband im rechten Knie, weshalb er die Weltmeisterschaften in Cortina d’Ampezzo verpasste. In Vorbereitung auf die Olympiasaison 2021/22 verletzte er sich erneut am selben Knie. Er kehrte nicht mehr ins Renngeschehen zurück und erkläre am 1. Februar 2023 seinen Rücktritt vom Spitzensport.

## Erfolge

### Olympische Spiele
- Pyeongchang 2018: 8. Abfahrt, 19. Super-G

### Weltmeisterschaften
- Schladming 2013: 15. Abfahrt
- Vail/Beaver Creek 2015: 12. Super-G
- St. Moritz 2017: 10. Abfahrt, 18. Super-G
- Åre 2019: 7. Super-G, 19. Abfahrt

### Weltcup
- 9 Platzierungen unter den besten zehn, davon 2 Podestplätze

### Weltcupwertungen
| Saison  | Gesamt | Gesamt | Abfahrt | Abfahrt | Super-G | Super-G | Kombination | Kombination |
| Saison  | Platz  | Punkte | Platz   | Punkte  | Platz   | Punkte  | Platz       | Punkte      |
| ------- | ------ | ------ | ------- | ------- | ------- | ------- | ----------- | ----------- |
| 2011/12 | 118.   | 12     | 51.     | 1       | –       | –       | 35.         | 11          |
| 2012/13 | 76.    | 77     | 30.     | 69      | –       | –       | 25.         | 8           |
| 2013/14 | 76.    | 68     | 34.     | 48      | 35.     | 20      | –           | –           |
| 2014/15 | 49.    | 156    | 45.     | 24      | 15.     | 132     | –           | –           |
| 2015/16 | 120.   | 22     | 46.     | 12      | 50.     | 10      | –           | –           |
| 2016/17 | 93.    | 56     | 33.     | 40      | 38.     | 16      | –           | –           |
| 2017/18 | 38.    | 211    | 15.     | 147     | 21.     | 64      | –           | –           |
| 2018/19 | 56.    | 130    | 31.     | 40      | 17.     | 90      | –           | –           |
| 2019/20 | 101.   | 50     | 37.     | 36      | 44.     | 14      | –           | –           |
| 2020/21 | 81.    | 74     | 37.     | 27      | 30.     | 47      | –           | –           |

### Europacup
- 2 Podestplätze, davon 1 Sieg:

| Datum           | Ort    | Land    | Disziplin |
| --------------- | ------ | ------- | --------- |
| 12. Januar 2013 | Wengen | Schweiz | Abfahrt   |

### Juniorenweltmeisterschaften
- Mont Blanc 2010: 13. Super-G, 21. Abfahrt

### Weitere Erfolge
- 1 französischer Meistertitel (Super-G 2017)
- 4 Podestplätze im South American Cup, davon 3 Siege
- Bronzemedaille im Slalom beim European Youth Olympic Festival 2007